# 凤冠 (定陵)
凤冠，此处特指1957年从北京市昌平县十三陵之一的定陵出土的四件凤冠，即：三龙二凤冠、九龙九凤冠、十二龙九凤冠和六龙三凤冠，隶属于明朝神宗的孝端、孝靖两位皇后，各2顶。其中三龙二凤冠现藏于故宫博物院，九龙九凤冠现藏于中国国家博物馆，十二龙九凤冠与六龙三凤冠则藏于明十三陵博物馆。
现藏于中国国家博物馆的九龙九凤冠是中华人民共和国禁止出国（境）展览文物之一。